# Acordarse de las cosas bellas
Acordarse de las cosas bellas (en francés, Se souvenir des belles choses) es una película francesa estrenada en el año 2002, obteniendo dos Premios César a la Mejor actriz, por Isabelle Carré y mejor actor secundario, por Bernard Le Coq en el año 2003

## Sinopsis
Claire Poussin (Isabelle Carré) es una mujer de 32 años que comienza a sufrir del mal de Alzheimer y que decide internarse en una clínica para tratar su enfermedad. En ella descubre que la mayoría de los pacientes poseen vidas e historias tiernas y conmovedoras, pero se retrata lo difícil que es llevar una vida con el mal.
- Datos: Q3476641